# Pseudagrion nubicum
Pseudagrion nubicum là một loài chuồn chuồn kim thuộc họ Coenagrionidae. Loài này có ở Bénin, Botswana, Burkina Faso, Cameroon, Tchad, Cộng hòa Dân chủ Congo, Bờ Biển Ngà, Ai Cập, Ethiopia, Gambia, Ghana, Kenya, Malawi, Mali, Namibia, Niger, Nigeria, Senegal, Sierra Leone, Sudan, Tanzania, Togo, Uganda, Zambia, Zimbabwe, và có thể cả Burundi. Môi trường sống tự nhiên của chúng là đầm lầy, hồ nước ngọt, hồ nước ngọt có nước theo mùa, đầm nước ngọt, và đầm nước ngọt có nước theo mùa.